# Бёдра (музыка)
Бёдра (дзонг-кэ: བོད་སྒྲ་; Вайли: bod-sgra; «Музыка Тибета»; также пишется как bödra) — традиционный жанр бутанской музыки. Бёдра, на которую повлияла тибетская народная музыка, является одним из двух основных стилей народного песнопения в Бутане. Другой — жунгдра, который был разработан в XVII веке.
Песни бёдра обычно написаны на языке дзонг-кэ, но иногда используются и другие диалекты, например, язык народа шарчоб. Они состоят из коротких фраз, исполняемых под ритмичный аккомпанемент бутанской или тибетской лютни драмйин. Песни бёдра являются более оживлёнными, чем жунгдра, и исполняются в более открытой манере. Их можно петь как в одиночку, так и группой певцов. В последнем случае зачастую солистам аккомпанируют музыканты тибетского квартета нангма, состоящего из лютни, флейты, цимбал и виолы. Когда песни бёдра исполняются а капелла, исполнители зачастую собираются в круг и танцуют.